# Jeux de la Communauté des États indépendants de 2023
Navigation
Kazan 2021 Azerbaïdjan 2025
Les Jeux de la Communauté des États indépendants de 2023, deuxième édition des Jeux de la Communauté des États indépendants, ont lieu du 5 au 13 août 2023 dans 11 villes de Biélorussie.
La compétition se déroule dans un contexte particulier, les sportifs russes et biélorusses étant sous un bannissement de plusieurs compétitions sportives internationales en raison de l'invasion de l'Ukraine par la Russie depuis 2022, qualifié par le président biélorusse Alexandre Loukachenko de « signe de faiblesse » de l'Occident dans son allocution lors de la cérémonie d'ouverture à la Minsk-Arena.

## Participants
2 214 athlètes de 22 pays, dont les 9 états membres de la Communauté des États indépendants, participent à la compétition.
Les pays participants sont :
- Arménie
- Azerbaïdjan
- Bahreïn
- Biélorussie (pays organisateur)
- Cuba
- Égypte
- Émirats arabes unis
- Iran
- Kazakhstan
- Kirghizistan
- Koweït
- Liban
- Malaisie
- Mongolie
- Oman
- Ouzbékistan
- Pakistan
- Russie
- Tadjikistan
- Turkménistan
- Venezuela
- Viêt Nam

## Sports au programme
20 disciplines sportives sont représentées lors de ces Jeux :
- Athlétisme
- Basket-ball à trois
- Beach soccer
- Beach-volley
- Boxe anglaise
- Gymnastique rythmique
- Haltérophilie
- Handball
- Hockey sur gazon
- Judo
- Karaté
- Lutte
- Minifootball (en)
- Muay-thaï
- Natation
- Pentathlon moderne
- Sambo
- Tir à l'arc
- Tir sportif
- Volley-ball

## Tableau des médailles
La Russie domine le tableau des médailles avec 288 médailles dont 149 en or.
Le tableau complet est le suivant : 
| Rang | Nation       | Or  | Argent | Bronze | Total |
| ---- | ------------ | --- | ------ | ------ | ----- |
| 1    | Russie       | 149 | 89     | 50     | 288   |
| 2    | Biélorussie  | 48  | 78     | 110    | 236   |
| 3    | Ouzbékistan  | 28  | 25     | 53     | 106   |
| 4    | Azerbaïdjan  | 10  | 17     | 35     | 62    |
| 5    | Kazakhstan   | 7   | 14     | 32     | 53    |
| 6    | Arménie      | 2   | 2      | 4      | 8     |
| 7    | Kirghizistan | 1   | 8      | 18     | 27    |
| 8    | Tadjikistan  | 1   | 3      | 9      | 13    |
| 9    | Viêt Nam     | 0   | 5      | 2      | 7     |
| 10   | Turkménistan | 0   | 3      | 15     | 18    |
| 11   | Iran         | 0   | 1      | 1      | 2     |
| 12   | Mongolie     | 0   | 1      | 0      | 1     |
| 13   | Égypte       | 0   | 0      | 4      | 4     |
| 14   | Cuba         | 0   | 0      | 1      | 1     |